# Ali Asadov
Ali Asadov (en àzeri: Əli Əsədov; Naxçıvan, 30 de novembre de 1956) és un polític, professor i estadista azerbaidjanès, i des del 8 d'octubre de 2019, el primer ministre de la República de l'Azerbaidjan.

## Biografia
Va cursar l'ensenyança secundària a Bakú. Es graduà a la Universitat d'Economia Russa Plekhanov de Moscou el 1978. Entre 1978 a 1980 va servir a l'exèrcit. Des del 1980 va treballar a l'Institut d'Economia de l'Acadèmia Nacional de Ciències de l'Azerbaidjan. Continuar la seva formació a l'Institut d'Economia de l'Acadèmia de Ciències de la Unió Soviètica a Moscou, entre 1981 i 1984, on va obtenir el títol de postgrau en Economia. Entre 1989-1995 va treballar com a professor associat i cap del departament a l'Institut Baku de Gestió Social i Ciències Polítiques.
A les primeres eleccions parlamentàries de l'Azerbaidjan, celebrades el 12 de novembre de 1995, Ali Asadov va ser elegit diputat per representació proporcional a l'Assemblea Nacional de la República de l'Azerbaidjan, per al període entre 1995 i 2000, en representació del partit del Nou Azerbaidjan. L'abril de 1998 va ser nomenat l'assistent del President de l'Azerbaidjan pels assumptes econòmics. Segons el decret del president Ilham Aliyev de 30 de novembre de 2012, Asadov va ser nomenat subdirector de l'Administració Presidencial. El 8 d'octubre de 2019, en la sessió plenària de parlament, s'aprovà la seva candidatura per a ocupar el lloc de primer ministre de l'Azerbaidjan, després de la renúncia de Novruz Mammadov, i va ser elegit primer ministre amb una votació dels 105 diputats presents a la sessió parlamentària, d'un total de 118.